# RaNia
RaNia（ラニア、라니아）は、韓国の女性アイドルグループである。DRミュージック所属。BLACKSWANの旧グループ。

## 概要
- 2011年4月6日、デジタルシングル「TeddyRiley、The First ExpansionInAsia」をリリースし、デビュー。
- 2017年 RaNiaとして活動を終了して、BPRaNiaとして活動を開始。
- 2018年 RaNiaに戻る。
- 2020年6月26日 解散及び改名と再編成。

スンヒョンを除いた3人の最終メンバーと新メンバー2人で2020年に「BLACKSWAN」として再デビューした。

## メンバー

### 最終メンバー
- ヨンフン(Youngheun、영흔) 国籍： 韓国 4代目リーダー、ボーカル
- スンヒョン(Seunghyun、승현) 国籍： 韓国
- ヘミ(Hyeme、혜미) 国籍： 韓国 メインボーカル
- ラリサ(Larissa、라리사) 国籍： ブラジル  日本

### 解散以前に脱退したメンバー
- イジョ(Yijo、이조) 国籍： 中国
- ジョイ(Joy、조이) 国籍： タイ ボーカル
- リコ(Riko、리코) 国籍： 韓国 ボーカル
- ジュイ(Jooyi、주이) 国籍： 韓国 メインボーカル
- ディ(Di、디) 国籍： 韓国 2代目リーダー、ラッパー
- ティエ(T-ae、티애) 国籍： 韓国 ボーカル
- シア(Xia、시아) 国籍： 韓国
- イナ(Yina、이나) 国籍： 韓国 初代リーダー、ボーカル
- アレックス(Alex、알렉스) 国籍： アメリカ合衆国 ラッパー
- ユミン(Yumin、유민) 国籍： 韓国 ボーカル
- タボ(Ttabo、따보) 国籍： 中国 ラッパー
- ジウン(Jieun、지은) 国籍： 韓国 3代目リーダー、ボーカル、メインダンサー
- ジユ(Zi.U、지유) 国籍： 韓国 ボーカル
- ナムフォン(Namfon、남폰) 国籍： タイ

## ディスコグラフィー

### シングル
- Dr Feel Good - 2011年
  - 売上枚数：76,105枚
- Masquerade (가면무도회) - 2011年
- Pop Pop Pop - 2011年
  - 売上枚数：187,707枚
- Style - 2012年
  - 売上枚数：168,054枚
- Just Go - 2013年
  - 売上枚数：118,728枚
- Demonstrate - 2015年
- Start a Fire - 2016年
- Make Me Ah - 2017年
- Beep Beep Beep - 2017年
- Breathe Heavy - 2017年

### EP
- Teddy Riley, the First Expansion In Asia - 2011年4月6日
- Time to Rock da Show - 2011年
- Demonstrate - 2015年
- Start a Fire - 2016年
- Refresh 7th - 2017年

### スタジオ・アルバム
- Just Go (Goodbye's the New Hello) - 2013年
  - 売上枚数：2,582枚